# Olympische Winterspiele 1924/Teilnehmer (Vereinigte Staaten)
Die Vereinigten Staaten nahmen an den Olympischen Winterspielen 1924 in Chamonix mit einer Delegation von 24 Athleten in vier Sportarten teil. Das amerikanische NOK hatte 25 Sportler zu den Spielen gemeldet, von denen 24 an Wettkämpfen teilnahmen. Insgesamt 5 Athleten waren bereits zum zweiten Mal bei Olympischen Spielen dabei:
- Theresa Blanchard (1920 Eiskunstlauf)
- Herbert Drury (1920 Eishockey)
- Gerry Geran (1920 Eishockey)
- Nathaniel Niles (1920 Eiskunstlauf)
- Frank Synott (1920 Eishockey)

Bilanz: Die US-Amerikaner kamen als Exoten nach Chamonix und fuhren als viertbeste Nation wieder nach Hause. Mit Ausnahme des Eishockey-Teams, das die Silbermedaille quasi schon im Vorfeld gebucht hatte, sowie den Eiskunstläufern Theresa Blanchard und Nathaniel Niles kannte man in Europa keinen der anderen gemeldeten Olympiateilnehmer. Daher konnte auch niemand einschätzen wie stark die amerikanische Mannschaft wirklich war. Charles Jewtraw (Eisschnelllauf) und Beatrix Loughran (Eiskunstlauf) kamen daher wie Phoenix aus der Asche und standen völlig überraschend auf dem Treppchen. Dabei wird Jewtraw sogar der erste Olympiasieger bei Winterspielen überhaupt. 50 Jahre nach den Wettkämpfen von Chamonix wurde dem bereits 86-jährigen gebürtigen Norweger Anders Haugen, er wanderte vor dem Ersten Weltkrieg in die USA aus, nachträglich Bronze im Skispringen verliehen, als man einen Rechenfehler der Jury von 1924 feststellte. So waren es am Ende vier Medaillen für die USA. Wie Haugen waren auch die Skisportler Ragnar Omtvedt und Sigurd Overby norwegischer Herkunft.

## Teilnehmer nach Sportarten

### Skisport(6)
- Lemoine Batson
Skispringen (Platz 14)
- John Carleton
18 km Langlauf (Platz 30), 50 km Langlauf (dns), Nordische Kombination (Platz 22)
- Anders Haugen
18 km Langlauf (Platz 33), 50 km Langlauf (dns), Nordische Kombination (Platz 21), Skispringen (Bronze)
- Harry Lien
Skispringen (Platz 16)
- Ragnar Omtvedt
18 km Langlauf (Platz 35), 50 km Langlauf (dns), Nordische Kombination (dnf)
- Sigurd Overby
18 km Langlauf (Platz 19), 50 km Langlauf (dns), Nordische Kombination (Platz 11), Skispringen (dns)

### Eiskunstlauf(3)
- Theresa Blanchard
Frauen (Platz 4), Paarlauf (Platz 6)
- Beatrix Loughran
Frauen (Silber)
- Nathaniel Niles
Männer (Platz 6), Paarlauf (Platz 6)

### Eisschnelllauf(6)
- Valentine Bialas
5000 m (Platz 6), 10.000 m (Platz 8), Mehrkampf (dns)
- Richard Donovan
5000 m (Platz 8), 10.000 m (Platz 9), Mehrkampf (dnf)
- Charles Jewtraw
500 m (Gold), 1500 m (Platz 8), 5000 m (Platz 13), Mehrkampf (dns)
- Harry Kaskey
500 m (Platz 12), 1500 m (Platz 7), 10.000 m (Platz 13), Mehrkampf (dns)
- Joseph Moore
500 m (Platz 8), 1500 m (Platz 8), 10.000 m (Platz 12), Mehrkampf (dnf)
- William Steinmetz
500 m (Platz 14), 1500 m (Platz 12), 5000 m (Platz 14), Mehrkampf (dnf)

### Eishockey(10)
Eishockey-Team (Silber)
- Taffy Abel
- Herbert Drury
- N. Geran
- Alphonse Lacroix
- John Langley
- John Lyons
- Justin MacCarthy
- Willard Rice
- Irving Small (Kapitän)
- Frank Synott

Reserve: Gerry Geran

## Medaillen
|     | Gold | Silber | Bronze | Gesamt |
| --- | ---- | ------ | ------ | ------ |
| USA | 1    | 2      | 1      | 4      |

## Medaillengewinner

### Goldmedaillen
- Eisschnelllauf, 500 m: Charles Jewtraw

### Silbermedaillen
- Eiskunstlauf, Frauen: Beatrix Loughran
- Eishockey: Taffy Abel, Herbert Drury, Alphonse LaCroix, John Langley, John Lyons, Justin McCarthy, Willard Rice, Irving Small und Frank Synott

### Bronzemedaillen
- Skisport, Skispringen: Anders Haugen